# Lac de Combeynot
Le lac de Combeynot est un lac du massif des Écrins, à 2 538 m d'altitude, dans un cirque au pied des pics de Combeynot. Situé en zone centrale du parc national des Écrins, il est accessible à pied par le vallon du Fontenil, depuis le hameau des Boussardes dans la commune du Monetier-les-Bains.

## Géographie

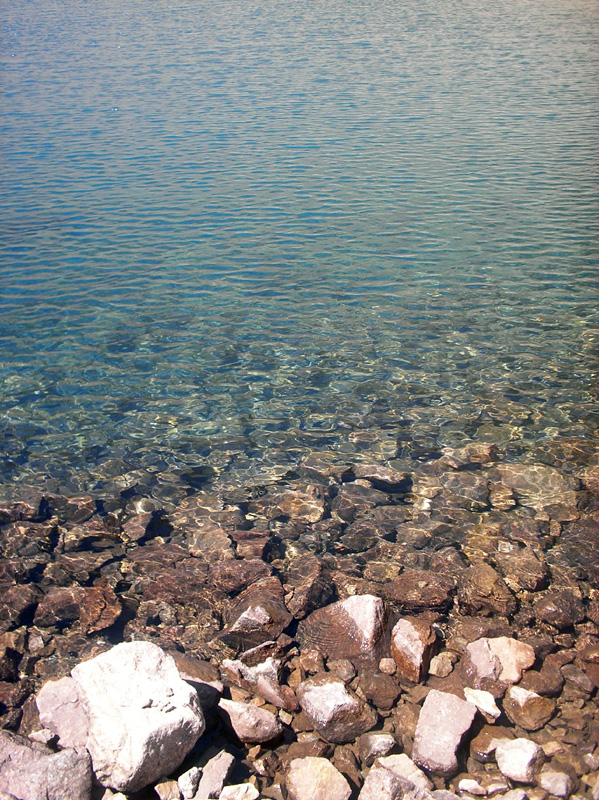
Rive du lac de Combeynot

De 2,7 hectares de superficie, ce lac est long d'environ 270 m et large de 110 mètres.